# Imidure de lithium
L'imidure de lithium est un composé chimique de formule Li2NH. Il se présente comme un solide blanc qui peut être obtenu en faisant réagir de l'amidure de lithium LiNH2 avec de l'hydrure de lithium LiH sous atmosphère d'argon :
LiNH2 + LiH ⟶ Li2NH + H2.
L'imidure de lithium est photosensible et peut connaître une dismutation pour donner du nitrure de lithium Li3N, d'une couleur rouge caractéristique :
2 Li2NH ⟶ LiNH2 + Li3N.
On pense que l'imidure de lithium cristallise avec une structure cubique à faces centrées dans le groupe d'espace Fm3m (no 225) avec une liaison N–H de l'ordre de 82 pm et un angle H–N–H de 109,5°, ce qui lui confère une structure semblable à celle de l'amidure de lithium,.
L'imidure de lithium est une substance très basique qui peut déprotoner des acides extrêmement faibles comme le méthane CH4 et l'ammoniac NH3. Ceci provient de la charge électrique négative localisée sur l'atome d'azote, porteur de deux charges formelles. Il peut être utilisé en chimie organométallique et fait l'objet de recherches comme matériau pour stockage de l'hydrogène.